# Thomas Plunket

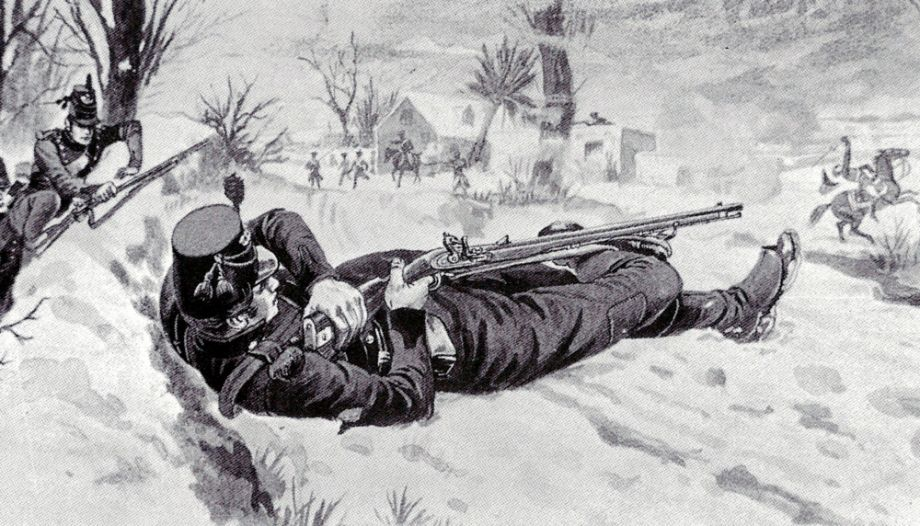
Plunket (à esquerda) atirando em Auguste François-Marie de Colbert-Chabanais

Thomas Plunket (1785  — 1839 (54 anos)), foi um soldado irlandês no 95º regimento de rifles do Exército Britânico. Ele serviu durante a Guerra Peninsular e mais tarde na Campanha de Waterloo de 1815. Ele é lembrado por matar um General francês durante a Guerra Peninsular com um tiro de rifle de longo alcance, E num tiro subsequente, matou também o ajudante de campo do General, que tinha ido ao seu socorro.

## Juventude e carreira militar
Thomas Plunket nasceu em 1785 em Newtown, Wexford, Irlanda. Juntou-se ao 95º Rifles em maio de 1805. Em 1807, participou das Invasões britânicas do Rio da Prata (1806-1807). Durante a 2ª Batalha de Buenos Aires, o 95º Rifles estava fortemente engajado em combates de rua durante os quais Plunket matou cerca de 20 soldados espanhóis enquanto atirava de um telhado com outros de sua unidade. Eles recuaram quando a artilharia espanhola bombardeou sua posição com metralhas. Plunket também atirou em um oficial espanhol, que acenava com um lenço branco com a possível intenção de pedir uma trégua. Isso resultou em mais bombardeios de artilharia espanhola que provocou a rendição britânica.
Plunket é lembrado principalmente por um feito na Batalha de Cacabelos durante a retirada de Moore para a Corunha em 1809. Plunket correu cerca de 90 metros (100 jardas), deitou-se em posição supina na neve e atirou no francês Général de Brigade Auguste François-Marie de Colbert-Chabanais com seu rifle Baker. Antes de retornar às suas próprias linhas, ele recarregou e abateu o ajudante de ordens de Colbert, Latour-Maubourg, que correu em socorro do general caído, o que mostrou que o primeiro tiro não fora um golpe de sorte. Plunket apenas conseguiu voltar para suas próprias linhas antes de ser atacado por uma dúzia de soldados de cavalaria, mas as mortes dos dois oficiais foram suficientes para desorganizar o ataque francês pendente. Os tiros eram "de um alcance que parecia extraordinário para os" homens do 95º de Rifles, que foram treinados para atirar em alvos com um Rifle Baker a 180 metros (200 jardas) e cuja pontaria era muito melhor do que os soldados britânicos comuns que estavam armados com um mosquete Brown Bess e treinados apenas para atirar em um corpo de homens a 50 metros (55 jardas) com tiros de voleio.

## Vida posterior
Em 1817, Plunket descomissionado do 95º de Rifles depois de se recuperar do ferimento na cabeça que recebeu na Batalha de Waterloo. Recebendo uma pensão de 6d por dia, ele logo se alistou de volta ao exército em um regimento de linha, o 41st Foot. O regimento estava sendo inspecionado por seu ex-comandante, general Sir Thomas Sydney Beckwith, quando o general reconheceu Plunket e perguntou o que havia acontecido com ele. Ele foi convidado para o refeitório dos oficiais naquela noite e no dia seguinte foi promovido a cabo, e logo também teve sua pensão aumentada para um xelim por dia com a influência de Beckwith. Posteriormente, ele renunciou à pensão em troca de quatro anos de salário e terras no Canadá, mas voltou para a Inglaterra após um ano, considerando as terras inadequadas.
Plunket e sua esposa voltaram para o Reino Unido e, quase destituídos, ganhavam a vida como comerciantes itinerantes. Plunket morreu repentinamente em Colchester em 1839. Vários oficiais aposentados na cidade ouviram sobre a morte e reconheceram seu nome; como resultado, eles fizeram uma coleta para sua viúva e pagaram por seu funeral e lápide.